# Дуалит
Дуалит — минерал, цирконо и титаносиликат.

## Свойства
Формула — Na30(Ca,Na,Ce,Sr)12(Na,Mn,Fe,Ti)6MnTi3Zr3[(OH,H2O,Cl)9. Цвет желтый. Плотность 2.84. Цвет черты белый. Излом раковистый. Твёрдость — 5 по шкале Мооса. Спайность отсутствует. Сингония Тригональная. Радиоактивность — 3,213.61 GRapi.

## Место открытия
Дуалит впервые нашли на Кольском полуострове.

## Происхождение названия
Название происходит от латинского Dualis («двойственность») указывая на двойное таксономическое членство этого минерала, который является одновременно цирконосиликатом и титаносиликатом.